# МПК-52 (малий протичовновий корабель)
МПК-52 — малий протичовновий корабель Чорноморського флоту, пізніше — корвет Військово-Морських Сил України. Багатоцільовий корабель прибережної дії проекту 1124 (шифр «Альбатрос», англ. Grisha-І class за класифікацією НАТО). У ВМС України носив назву «Херсон» (бортовий № U210).

## Особливості проекту
Кораблі проекту 1124 вважаються найвдалішими малими протичовновими кораблями другого покоління. Згідно з проектом, вони призначалися для протидії підводним човнам противника в ближній зоні військово-морських баз, портів, рейдів і пунктів розосередженої стоянки кораблів, на шляхах розгортання сил військово-морського флоту для несення протичовнового дозору і охорони кораблів і суден на переході морем
.
МПК проекту 1124 першої серії, до якої належить МПК-52, мали на озброєнні ЗРК «Оса-М» в носовій частині корпусу. Одна двоствольна баштова артилерійська установка АК-725 розміщувалася в кормі. Управління стрільбою АК-725 здійснювалося РЛС МР-103 «Барс» з максимальною дальністю виявлення цілі 40 км, яка також розміщувалася на кормовій надбудові. Як РЛС виявлення повітряних і надводних цілей на фок-щоглі корабля була встановлена РЛС МР-302 «Рубка». Основу гідроакустичного озброєння складали підкільна ГАС МГ-322 «Аргунь» (працювала в режимі ехопеленгування) і опускаєма ГАС МГ-339 «Шелонь» в кормовій надбудові, яка працювала тільки в режимі «стоп». Основу протичовнового озброєння складали розташовані побортно двотрубні поворотні торпедні апарати ДТА-5Э-1124 і дві РБУ-6000 на носовій частині надбудови корабля
.
Будівництво малих протичовнових кораблів пр. 1124 розпочалося в 1967 році на Зеленодольському суднобудівному заводі. Всього було побудовано дванадцять кораблів цього проекту, після чого їх змінили МПК проекту 1124 другої серії (англ. Grisha-ІІІ за класифікацією НАТО).

## Історія корабля
МПК-52 (заводський номер 100) був закладений в елінгу Зеленодольського суднобудівного заводу (Татарстан) 30 жовтня 1968 року. Зарахований у списки кораблів Військово-морського флоту 9 квітня 1969 року. Після спуску на воду 30 травня 1971 року внутрішніми водними шляхами відбуксований в Азовське море, а звідти — на завод «Персей» (Севастополь) для добудови і наладочних і ходових випробувань. Після підписання державною комісією акту про прийомку корабля 31 грудня 1971 року, наказом головнокомандуючого ВМФ 08.02.1972 зарахований до складу Чорноморського флоту
.
Входив до складу 400 дивізіону протичовнових кораблів 68 бригади кораблів охорони водного району Чорноморського флоту, в складі якого брав активну участь у навчально-бойовій діяльності флоту — МПК шість разів виходив на бойову службу в Середземне море, пройшов більше 80 000 миль і тричі завойовував приз ГК ВМФ СРСР за протичовнову підготовку. 13 березня 1987 року в результаті триденного пошуку човна в складі КПУГ (МПК-52, МПК-127 і МПК-93) МПК-52 виявив на дистанції 13 км підводну ціль. У результаті майже доби переслідування турецький підводний човен був змушений зайти в територіальні води Туреччини і всплити
.
Під час розділу Чорноморського флоту СРСР корабель було призначено для передачі Військово-Морським Силам України і саме тому за короткий проміжок часу добряче розкрадено.
З Акту технічного стану МПК-52, складеного при прийомці корабля від Чорноморського флоту:
|                                   | ...зношування корпусу більше 30 відсотків (особливо в районі 39 — 40, 62 — 65 і 80 — 90 шпангоутів), у днищі корпусу, в районі кормового машинного відділення, відзначена наскрізна корозія обшивки корпусу. Корозійне зношування змінного пояса обшивки — до 30 відсотків, верхньої палуби — 25 відсотків, підводної частини (носова частина — до 20 відсотків, середня частина — до 30 відсотків, кормова частина — до 35 відсотків). Зруйновано 48 кв. метрів лінолеумового покриття й 55 відсотків леєрного огородження. В борті шість великих вм’ятин, зламані шафи в 6 каютах і 50 відсотків ліжок у кубриках особового складу. Головна пожежна магістраль у незадовільному стані, система охолодження й кондиціонування повітря в незадовільному стані, система паропроводу й обігріву в незадовільному стані. Системи аварійного охолодження головних двигунів, система забортної та прісної води в незадовільному стані. Система вентиляції в незадовільному стані... У зв'язку із закінченням строку експлуатації корабля, незадовільним станом озброєння, корпусу, пристроїв і систем електропостачання, технічних засобів і необхідністю великих матеріальних витрат на відновлення тактико-технічних характеристик МПК-52 підлягає виключенню зі складу ВМФ, списанню з подальшою передачею для реалізації у ВФІ ЧФ. |
| — Євген Силкін, «Морська держава» | |

Не зважаючи на незадовільний технічний стан, 1 серпня 1997 року корабель був переданий ВМС України. Через відсутність коштів на ремонт привести корвет до ладу не вдалося. 8 вересня 1999 року він був виключений зі складу Військово-Морських Сил України і утилізований
.